# Žakerija
Žakerija je ustanak seljaka 1358. u Francuskoj, tijekom Stogodišnjeg rata. Pobuna je poznata pod nazivom Žakerija po nadimku vođe seljačke pobune Žaku Bonomu ili Kaleu. Kasnije se riječ žakerija koristi kao sinonim za pobunu francuskih seljaka, a plemstvo se plašilo stoljećima poslije toga ponavljanja žakerije.